# Deadliest Catch
Deadliest Catch (Pesca Mortal BR ou Pesca Radical PT) é um reality show no estilo documentário transmitido pelo Discovery Channel em 12 de abril de 2005. Ela registra os eventos a bordo de embarcações no Mar de Bering durante as temporadas de pesca dos caranguejos real e caranguejo-das-neves do Alaska. O porto das Ilhas Aleutas de Dutch Harbor (localizado em Unalaska) é a base de operações para a frota de pesca. A pesca de caranguejo no Alaska é considerada o trabalho mais perigoso do mundo. Apesar de ser muito perigoso é contudo uma das pescas mais rentáveis pois recentemente a venda de um caranguejo-das-neves num leilão no município japonês de Tottori atingiu um peço record de 42.000 euros.Os barcos presentes na série são: Northwestern, Saga, Time Bandit, Wizard, Brena'A, Cornelia Marie, Summer Bay entre outros.

## Estreia
Pesca Mortal estreou no Discovery Channel em 2005 e atualmente é transmitido mundialmente. A primeira temporada teve dez episódios, com o final transmitido em 14 de junho de 2005. Temporadas subsequentes foram ao ar no mesmo período de abril a junho ou julho todos os anos desde então.
A 20ª temporada do programa estreou em 11 de junho de 2024 no Discovery Channel, com transmissão simultânea no serviço de streaming Discovery+.

## Formato
A série segue a vida dos pescadores no Mar de Bering a bordo de vários barcos de pesca de caranguejo durante duas das temporadas de pesca: a temporada de outubro do caranguejo-real e a temporada de janeiro do caranguejo-das-neves. O programa enfatiza os perigos no convés para os pescadores e as equipes de filmagem, que precisam desviar de potes de caranguejo pesados que balançam, manobrar centenas de quilos de caranguejo em um convés repleto de perigos e inclinar-se sobre as bordas para posicionar os potes para lançamento ou recuperação, enquanto ventos fortes e ondas altas atingem constantemente o convés.
Cada episódio foca em uma história, situação ou tema que ocorre em um ou mais barcos. Em contraste, histórias paralelas exploram os antecedentes e atividades de um ou dois tripulantes, especialmente os "novatos" (membros inexperientes da tripulação) em vários barcos. Os capitães da frota têm destaque, destacando sua camaradagem com outros capitães e suas relações com as tripulações, além da competição com outros barcos na caça ao caranguejo. Temas comuns incluem rivalidades amigáveis entre os capitães (particularmente entre Sig Hansen, do F/V Northwestern, e Johnathan e Andy Hillstrand, do F/V Time Bandit), os laços familiares na frota, as tensões da vida no Mar de Bering e o alto índice de desistências entre os novatos.
Como a pesca de caranguejo no Alasca é um dos trabalhos mais perigosos do mundo, helicópteros de resgate da Guarda Costeira dos EUA, estacionados na Base de Suporte Integrado Kodiak (Kodiak, Alasca) e em um posto avançado na Ilha de São Paulo, perto do extremo norte dos campos de pesca, são frequentemente mostrados resgatando tripulantes de barcos que caem vítimas das condições severas do Mar de Bering. A equipe de resgate da Guarda Costeira dos EUA foi destaque durante os episódios relacionados à perda do F/V Big Valley em janeiro de 2005, do F/V Ocean Challenger em outubro de 2006 e do F/V Katmai em outubro de 2008. A Original Productions mantém uma equipe de filmagem com a Guarda Costeira durante as gravações, em preparação para tais ocorrências.

## Narração
O programa não tem apresentador em frente às câmeras. Um narrador fornece comentários conectando as tramas conforme o programa muda de um barco para outro. Mike Rowe, artista de voz do Discovery Channel, narra a ação para as transmissões na América do Norte. No Reino Unido, o narrador é Bill Petrie. O programa faz a transição entre os barcos usando uma tela de radar simulada que mostra as posições dos navios em relação uns aos outros e aos dois extremos dos campos de pesca: a Ilha de São Paulo, ao norte, e Dutch Harbor, ao sul.
Rowe originalmente seria o apresentador em frente às câmeras e apareceu em gravações como ele mesmo durante a primeira temporada. Quando a filmagem da primeira temporada estava perto de ser concluída, o Discovery autorizou a produção de outro projeto de Rowe, Trabalhos Sujos, com a condição de que ele escolhesse apenas um programa para aparecer na frente das câmeras. A maior parte das filmagens de Rowe na primeira temporada foi incluída no episódio "Por Trás das Câmeras" da temporada. Após a terceira temporada de Pesca Mortal, Rowe passou a apresentar uma minissérie pós temporada chamada After the Catch, que é uma discussão em mesa redonda com os capitães sobre suas experiências durante a filmagem dos episódios da temporada anterior.

## Alterações necessárias de classificação indicativa
Como Pesca Mortal é essencialmente um registro filmado da vida cotidiana em um ambiente de trabalho estressante, os produtores precisam censurar gestos e linguagem considerados inadequados para o público televisivo. Por exemplo, sob o sistema de classificação televisiva dos EUA, Pesca Mortal é classificado como TV-14, com a linguagem inapropriada ("L") como uma preocupação destacada. 
Para ocultar visualmente gestos como os de dedo médio, ferimentos sangrentos ou para garantir o anonimato de membros não destacados da tripulação, os produtores usam pixelização ou desfoque tradicional. No entanto, devido à quantidade de palavrões usados nas conversas entre os tripulantes, os produtores ocasionalmente empregam métodos alternativos de censura, como efeitos sonoros em vez do tradicional "bip".

## Falecimento do Cap. Phill Harris
A morte do Capitão Phil Harris, de 53 anos, comandante do Cornelia Marie, foi um dos momentos mais trágicos e impactantes da história de programa. Harris era um dos capitães mais queridos pelos fãs da série, e sua morte foi documentada ao longo da 6ª temporada, trazendo uma mistura de drama e emoção raramente vista em programas de televisão.

### O Derrame
Phil Harris sofreu um derrame cerebral em 29 de janeiro de 2010, enquanto o Cornelia Marie estava no porto de St. Paul Island, no Alasca, durante a temporada de pesca do caranguejo opilio. Harris foi encontrado inconsciente por sua tripulação e imediatamente levado para o hospital. O momento foi capturado pelas câmeras da série, mostrando a urgência da situação e a preocupação dos tripulantes.

### A Luta pela Vida
Phil foi transferido de avião para Anchorage, onde passou por uma cirurgia para aliviar a pressão em seu cérebro. Após a cirurgia, houve um período em que Harris mostrou sinais de melhora. Ele estava consciente e até se comunicou com seus filhos, Josh e Jake Harris, que também eram membros da tripulação do Cornelia Marie. Essas interações, mostradas no programa, revelaram o lado afetuoso e forte de Harris como pai, mesmo em um momento tão crítico.
Entretanto, apesar dos sinais iniciais de recuperação, a saúde de Phil piorou rapidamente. Ele sofreu complicações pós-operatórias, e no dia 9 de fevereiro de 2010, Harris faleceu, cercado por seus filhos e outros membros da família. Sua morte foi documentada de forma respeitosa e emocional, com o episódio final envolvendo sua luta pela vida sendo transmitido em julho de 2010.

### Impacto
A morte de Phil Harris teve um impacto profundo não só na tripulação do Cornelia Marie, mas em toda a comunidade de pesca do caranguejo e nos espectadores de Pesca Mortal. Harris era visto como um líder duro, mas justo, que tinha uma forte relação com seus filhos e tripulantes. O arco narrativo em torno de sua morte foi carregado de emoção, e muitos fãs da série se sentiram conectados com sua luta pessoal.
Josh e Jake, seus filhos, foram profundamente afetados pela perda. Nos episódios subsequentes, Josh Harris decidiu honrar o legado de seu pai e se esforçou para manter o Cornelia Marie em operação, enquanto Jake enfrentou desafios pessoais, incluindo lutas com vícios, que surgiram após a morte do pai.

### Legado
Phil Harris continua sendo um dos capitães mais icônicos da série. Sua história, marcada pelo trabalho árduo, dedicação à família e enfrentamento dos perigos implacáveis da pesca de caranguejo, ressoou profundamente com o público. A maneira como sua morte foi abordada na série trouxe uma camada de realidade crua ao programa, lembrando aos espectadores que a pesca no Mar de Bering não é apenas sobre capturar caranguejos, mas também sobre os sacrifícios pessoais e os riscos de vida que os pescadores enfrentam todos os dias.
O legado de Phil vive através de seus filhos, especialmente Josh, que continua a navegar e comandar o Cornelia Marie em temporadas posteriores de Pesca Mortal.

## Falecimento Todd Kochutin
Todd Kochutin era um jovem pescador que trabalhava a bordo do F/V Patricia Lee, um dos barcos de pesca que aparecem em Pesca Mortal. Ele morreu tragicamente em 26 de fevereiro de 2021, na 18ª temporada, após sofrer um grave acidente durante o trabalho no mar.

### Circunstâncias da Morte
Kochutin foi atingido por um equipamento pesado de pesca, especificamente por uma armadilha de caranguejo (crab pot), que pode pesar centenas de quilos. Esses potes são levantados e lançados no mar várias vezes ao dia, o que torna o convés de um barco de pesca um ambiente extremamente perigoso. A série documentou as consequências desse trágico acidente durante a 18ª temporada.
Embora as câmeras não tenham capturado diretamente o momento exato do acidente, o incidente foi discutido abertamente pelos tripulantes do Patricia Lee e pela produção do programa, mostrando o impacto devastador que a morte de Todd teve na tripulação e nos capitães. O capitão Rip Carlton, que estava no comando do Patricia Lee na época, teve que lidar com a perda de um tripulante enquanto continuava a missão de pescar.

### Impacto na Tripulação
A morte de Todd foi um lembrete cruel do quão perigosas são as condições a bordo dos barcos que participam da pesca de caranguejo no Mar de Bering. A tripulação ficou profundamente abalada e os episódios que mostraram o impacto de sua morte destacaram como, mesmo com medidas de segurança rigorosas, os riscos são sempre presentes.
Durante os episódios em que sua morte foi abordada, houve momentos de emoção intensa, com a tripulação discutindo a proximidade do incidente e como ele ocorreu de maneira repentina. Alguns dos colegas de Todd expressaram o quão difícil foi continuar a pesca após o acidente, algo que muitos pescadores enfrentam nessas situações.
A morte de Todd Kochutin marcou um dos momentos mais tristes e angustiantes da história de Pesca Mortal, sublinhando a natureza brutalmente perigosa da pesca no Mar de Bering.

## Participantes ativos (20ª temporada)
Essa lista inclui os capitães e barcos que estão na temporada atual da série.
| Barcos         | Capitães                                                                            | Temporadas                                           | Situação |
| -------------- | ----------------------------------------------------------------------------------- | ---------------------------------------------------- | -------- |
| Aleutian Lady  | Rick Shelford                                                                       | 19 – 20                                              | Ativo    |
| Northwestern   | Sig Hansen Edgar Hansen                                                             | 1 – 14, 18, 20 9, 10, 12, 13, 14                     | Ativo    |
| Time Bandit    | Johnathan & Andy Hillstrand Johnathan Hillstrand & Josh Harris Johnathan Hillstrand | 2–13, 19 17 17-20                                    | Ativo    |
| Titan Explorer | Jake Anderson                                                                       | 20                                                   | Ativo    |
| Wizard         | Keith Colburn Monte "Mouse" Colburn                                                 | 3–9, 10, 11–13, 14, 15, 16, 17–20 10, 14, 15, 16, 20 | Ativo    |

## Naufrágios
| Barcos           | Capitães     | Temporadas | Situação             |
| ---------------- | ------------ | ---------- | -------------------- |
| Big Valley       | Gary Edwards | 1          | Um sobrevivente      |
| Ocean Challenger | -            | 3          | Um sobrevivente      |
| Katmai           | -            | 5          | Quatro sobreviventes |
| Destination      | -            | 13         | Nenhum sobrevivente  |
| Scandies Rose    | -            | 16         | Dois sobreviventes   |

### Big Valley
Temporada 1 (2005)
O F/V Big Valley naufragou durante a temporada de pesca de 2005. O barco afundou no Mar de Bering, resultando na morte de cinco de seus seis tripulantes. Apenas um tripulante, Cache Seel, foi resgatado com vida. O naufrágio foi mostrado no episódio "Dead of Winter".

### Ocean Challenger
Temporada 3 (2007)
O F/V Ocean Challenger naufragou em outubro de 2006. Apenas um dos quatro tripulantes, Kevin Ferrell, sobreviveu ao acidente. O naufrágio foi destaque na terceira temporada, durante os episódios de abertura.

### Katmai
Temporada 5 (2008)
O F/V Katmai afundou em outubro de 2008, próximo às Ilhas Aleutas. Sete dos 11 tripulantes morreram, e quatro foram resgatados. O desastre foi retratado na quinta temporada de Pesca Mortal.

### Destination
Temporada 13 (2017)
O F/V Destination naufragou em fevereiro de 2017, perto da Ilha St. George, no Mar de Bering. O barco transportava toneladas de gelo acumulado, o que contribuiu para o naufrágio. Todos os seis tripulantes a bordo perderam a vida. A tragédia foi abordada na 13ª temporada do programa.

### Scandies Rose
Temporada 16 (2020)

O F/V Scandies Rose afundou em 31 de dezembro de 2019, no Golfo do Alasca, devido a condições climáticas extremas e o acúmulo de gelo no barco. Apenas dois dos sete tripulantes sobreviveram, sendo resgatados pela Guarda Costeira dos EUA. Esse acidente foi documentado durante a 16ª temporada de Pesca Mortal.

### Sites dos barcos
- «F/V Cornelia Marie». www.corneliamarie.com
- «F/V Farwest Leader». www.farwestleader.com
- «F/V Maverick». www.fvmaverick.com
- «F/V Northwestern». www.fvnorthwestern.com
- «F/V Rollo». www.rollocrab.com
- «F/V Time Bandit». www.timebandit.tv
- «F/V Wizard». www.crabwizard.com